# Рудолф Шарпинг
Рудолф Шарпинг (Нидерелберт, 2. децембар 1947) немачки je политичар (СПД-а).

## Биографија
Шарпинг је студирао политику, социологију и права на Универзитету у Бону. Учланио се у СПД 1966. године. Био је члан парламента покрајине Рајна Палатинат од 1975 до 1994. године. Од 21. маја 1991. годне до 15. октобра 1994. је био премијер покрајне. У 1994. водио је СПД кандидатуру за Канцелара Немачке против Хелмута Кола, коју је изгубио и постао лидер опозиције. Његов наследник на месту премијера је Курт Бек.
Од 1993. до 1995, Шарпинг је био председавајући СПД, наследивши Бјерна Енгхолма. Био је поражен од Оскара Лафонтејна у „затегнутом“ гласању на савезној конвенцији у Манхајму. Изабран је за једног од пет председавајућих исте године, а поновно је биран 1997, 1999 и 2001. године. Био је члан Бундестага од 1994. године. Водио је СПД парпламентарну групу од 1994. до 1998. године.
Шарпингова позиција је била озбиљно уздрмана за време рата на Косову, док је позицију изгубио нешто пре парламентарних избора у 2002. години, због неколико политичких афера. У „Мајорка афери” сликан је у базену у друштву своје девојке Кристине Контес Пилати док је Бундесвер започињао своју мисију у Македонији. Такође се везује и за Мориц Хунцингер аферу. 
Током губитка положаја, повукао је и своју кандидатуру на изборима за заменика председника, с обзиром да су његове шансе биле мале. Његов наследник је поново био Курт Бек. Није дао оставку у Бундестагу али није учествовао у изборима 2005. године.
Након политичке каријере, постао је председник Немачке бициклистичке асоцијације, зато што је активан ентузијаста у овој области. 

## Операција потковица
Рудолф Шарпинг је био први немачки министар одбране, са којим је Бундесвер учествовала у једном рату. Напад на Савезну Републику Југославију и рат на Косову је у деловима немачке јавности критикован не само као кршење Устава Немачке, него и међународног права. Шарпинг је у више наврата, овај рат оправдавао постојањем наводног српског плана "Потковица", по којем су сви Албанци требало да буду насилно протерани са Косова. У међувремену се испоставило, да је овај план вероватно измишљен и да се ради о дезинформацији једне државне тајне службе.

## Сукоб у Рогову
На конференцији за штампу 27. априла 1999. године Рудолф Шарпинг је приказао слике убијених људи говорећи да се ради о масакру у селу Рогову, а фотографије су урађене од стране српских власти са места сукоба у присуству представника ОЕБС и немачког полицајца Хенинга Хенша који је негирао да се радило о масакру.